# Tage Erlander
Tage Fritiof Erlander, né à Ransäter (Comté de Värmland) le 13 juin 1901 et mort à Stockholm le 21 juin 1985, est un homme politique et le Premier ministre suédois ayant été sur ce poste le plus longtemps (23 ans)

## Biographie
Membre du Parti social-démocrate, il est élu conseiller municipal de Lund en 1930 puis député de la chambre basse du Parlement suédois en 1932. Il entre ensuite au gouvernement en 1944, puis prend la tête du parti social-démocrate et du gouvernement en 1946. Il reste ensuite Premier ministre et chef de parti pendant 23 ans, jusqu'en 1969. Après avoir quitté le pouvoir, il rédige ses mémoires et en assure la publication entre 1972 et 1982.
Il est le père du mathématicien Sven Erlander. Son épouse Aina est décédée en 1990 à 87 ans.

### Jeunesse
Erlander est le fils d'Erik Gustaf Erlander (1859-1936), instituteur et chantre, et d'Alma Nilsson (1869-1961). Il est le troisième enfant d'une famille de quatre ; ses frères et sœurs sont Janne (1893-1912), Anna (1894-1972) et Dagmar (1904-1988). La famille de Tage Erlander, du côté de sa grand-mère, descend d'un soi-disant svedjefinne. Le père de Tage Erlander s'appelait à l'origine Andersson - d'après son père Anders Erlandsson - mais il a changé son nom en Erlander.
Erlander est né le 13 juin 1901, au dernier étage de la maison appelée aujourd'hui Erlandergården. Sa famille a vécu à cet étage pendant une grande partie de son enfance, et il est allé à l'école au rez-de-chaussée.

### Éducation et formation
Erlander passe son baccalauréat à l'école générale supérieure de Karlstad en 1920 et s'inscrit à l'université de Lund à l'automne de la même année. À Lund, Tage Erlander étudie d'abord la physique et la chimie sous la direction, entre autres, de Manne Siegbahn. Il interrompt ses études pour effectuer son service militaire dans le premier régiment de grenadiers à vie (I 4) 1921-1922 dans la compagnie de mitrailleuses de Linköping. Après avoir repris ses études, Erlander devient en 1923 président de la société de mathématiques de Lund, alors nouvellement créée, où il rencontre également sa future épouse Aina Andersson.
Au printemps 1925, Erlander se désintéresse de plus en plus de la physique. En 1927, il suit des cours de sciences politiques et, à l'été 1928, des cours d'économie et de statistiques.
Erlander entre en contact avec la social-démocratie pendant ses études à Lund. [C'est là qu'il devient social-démocrate, même si ce n'est qu'en 1928 qu'il décide d'adhérer au parti. Dans ses mémoires, il souligne que la brutalité de la police lors des grèves des ouvriers agricoles à l'extérieur de Lund en 1923 est une expérience choquante qui a façonné sa vision du monde politique et l'a amené à abandonner le libéralisme radical qu'il avait auparavant.
Il est actif dans la politique étudiante, notamment en tant que président de l'organisation étudiante radicale De Yngre Gubbarna (D.Y.G.) et, comme sa fiancée Aina, il est également membre de l'organisation de gauche Clarté. Il est également actif au sein de sa nation, en tant que conservateur de la nation Wermlands de 1926 à 1929 ; à ce titre, il contribue à la création du Kuratorskollegiet en 1927 et du Stora Kuratorskollegiet en 1928.
Après avoir obtenu sa licence en 1928, il rejoint l'équipe du Svensk Uppslagsbok à Malmö, où il devient secrétaire de rédaction et fait partie du comité éditorial de 1932 à 1938 (à partir du volume 7). 

### Premières missions politiques
En 1930, Erlander est élu au conseil municipal de Lund et, en 1932, à la deuxième chambre du Riksdag en tant que représentant du district des phares. En 1937, il devient expert au ministère des Affaires sociales sous la direction de Gustav Möller et, en 1938, il est nommé secrétaire d'État.
En tant que secrétaire d'État au ministère des affaires sociales, Erlander est l'un des principaux responsables des 14 camps d'internement secrets en Suède pendant la Seconde Guerre mondiale. Erlander a été très impliqué dans les camps et leur conception. Erlander en a parlé plus tard dans ses mémoires publiés dans les années 1970, mais l'auteur Niclas Sennerteg a déclaré, à l'occasion de la publication du livre Svenska koncentrationsläger i Tredje rikets skugga (2008), que l'image donnée par Erlander dans ses mémoires ne correspondait pas à la réalité. Sennerteg a déclaré : « Il a reçu des informations régulières sur ce qui se passait dans les camps bien avant ses revendications ».

### Ministre d'État
En 1944, Erlander est nommé ministre consultatif (vice-ministre des affaires sociales) chargé du marché du travail, de la police et de la défense civile dans le gouvernement de coalition dirigé par Per Albin Hansson, et l'année suivante, il devient ministre des affaires ecclésiastiques. 

### Premier ministre
Lorsque l'ancien Premier ministre Per Albin Hansson meurt subitement en octobre 1946, Erlander est élu à la surprise générale à la tête du parti et devient donc Premier ministre. La lutte pour la direction du parti avec le ministre des Affaires sociales Gustav Möller est féroce. Au moment de sa nomination, Erlander est presque totalement inconnu du public. Beaucoup pensent qu'il démissionnera après les élections législatives partielles de 1948, car il est largement méconnu et il lui sera difficile d'assumer le rôle de Hansson.
Il est resté à la fois chef de parti et Premier ministre jusqu'en octobre 1969, date à laquelle il a volontairement démissionné. Il a servi plus longtemps qu'aucun autre chef de gouvernement n'a servi sans interruption dans les pays dotés d'une démocratie parlementaire. Erlander a dirigé son parti pendant onze élections ; lors de la dernière élection à la deuxième chambre en 1968, les sociaux-démocrates ont obtenu plus de 50 % des voix des électeurs.

### L'héritage
Plus que tout autre homme politique, Erlander a influencé le développement de la Suède dans les premières décennies qui ont suivi la Seconde Guerre mondiale. En tant que chef de parti, après son baptême du feu lors des élections de 1948, Erlander a occupé une position incontestée grâce à sa combinaison d'objectivité, d'initiative et de force d'agitation.
Le premier gouvernement d'Erlander est le premier à compter une femme parmi ses ministres, en l'occurrence Karin Kock, ministre de l'économie nationale en 1948-1949. Erlander reconnaît que les femmes doivent faire partie de la politique et en intègre plusieurs dans ses gouvernements, mais il est souvent en désaccord avec des personnalités comme Ulla Lindström, et la plupart des femmes ne restent pas très longtemps dans ses gouvernements.
Bien qu'Erlander et Bertil Ohlin, chef du Parti populaire, soient d'accord sur de nombreuses questions politiques, ils développent une inimitié qui est considérée comme l'une des plus importantes de l'histoire suédoise. Les débats entre les deux hommes sont devenus célèbres, à commencer par le débat sur le parc Vasa en 1948 et se poursuivent ensuite pendant de nombreuses années au Riksdag.
Erlander tente d'obtenir une plus large majorité parlementaire et y parvient grâce au gouvernement de coalition, le gouvernement Erlander II, entre les sociaux-démocrates et la Ligue des paysans, qui gouverne de 1951 à 1957. La coopération entre le leader de la Ligue des paysans, Gunnar Hedlund, et Erlander se caractérise par une confiance mutuelle.
Dans les années 1960, Erlander invente l'expression « société forte », qui signifie un secteur public croissant, mais sans nationalisation de l'économie ; il utilise les mots « l'insatisfaction des attentes croissantes » pour signifier que l'augmentation du bien-être de la population conduit à des demandes d'efforts sociaux accrus.
En 1955, un référendum est organisé pour déterminer si la Suède doit passer à une politique de droite. Malgré un faible taux de participation (52,9 %), 82,9 % des électeurs ont voté « non », ce qui n'a pas empêché le Riksdag de se prononcer sur le changement en 1963, par 294 voix pour et 50 contre. Le coût de l'échange s'élève à 600 millions de couronnes. Le 3 septembre 1967, jour H, l'échange a lieu.
Erlander était un polémiste habile, tout en possédant un sens de l'humour et la capacité de coopérer avec ses adversaires. C'était une personne discrète, mais qui protégeait le pouvoir du gouvernement et du parti.

### Politique étrangère
Erlander a défendu une politique de neutralité et de bien-être et a soutenu la coopération nordique, d'abord en tentant de créer une ligue de défense nordique, puis au sein du Conseil nordique.
En 1952, Erlander rend visite au président Harry S. Truman et devient le premier Premier ministre suédois à rencontrer un président américain. Il rencontre ensuite Dwight D. Eisenhower, John Fitzgerald Kennedy et Lyndon B. Johnson.
En 1948, la Suède reconnaît Israël comme un pays légitime et, en 1951, elle y établit une ambassade. Erlander devient le premier Premier ministre à se rendre en Israël en 1962.

## Soutien à l'opinion du Parti social-démocrate sous Tage Erlander
Sous la présidence de Tage Erlander, le parti a bénéficié de sondages d'opinion élevés et stables pour la plupart. Cependant, les sociaux-démocrates, avec les communistes, n'ont pas obtenu la majorité à la deuxième chambre après les élections de 1952, 1956 et 1958 et ont dû coopérer avec le Parti des paysans.
Lors des élections municipales de 1966, les sociaux-démocrates n'obtiennent que 42,2 %, leur résultat le plus faible depuis longtemps, et le parti envisage pendant une courte période de se faire réélire à la deuxième chambre. Lorsque le Sifo a commencé à publier son baromètre électoral mensuel dans le Svenska Dagbladet en 1967, il est apparu clairement que l'opinion tournait encore autour du résultat des élections de l'année précédente. Ce n'est que quelques mois avant les élections à la deuxième chambre en 1968 que l'opinion publique a commencé à progresser de manière significative, mais finalement, les sociaux-démocrates ont obtenu de manière très inattendue 50,1 % des voix lors des élections à la deuxième chambre, soit le deuxième résultat électoral le plus élevé jamais obtenu, tandis que le VPK a fait un mauvais choix et n'a obtenu que 3 % des voix. Après l'élection, Olof Palme succède à Tage Erlander en 1969.

## Vie privée
Il épouse Aina Andersson le 9 juin 1930, avec qui il a deux fils, Sven (1934-2021) et Bo (1937-2014). Pendant les années de formation des enfants, la famille vit dans un appartement de trois pièces sur Ryggåsgatan à Alvik. Dans les années 1960, le couple s'installe au septième étage d'un immeuble de seize étages dans le quartier de Marieberg à Stockholm, une propriété connue sous le nom d'Erlanderhuset. Ils y ont vécu jusqu'à la mort d'Erlander en 1985. Après la démission d'Erlander en tant que Premier ministre, le couple a également vécu dans une maison à Bommersvik, toujours connue aujourd'hui sous le nom d'Erlandervillan.
De 1972 à 1982, Erlander a publié ses mémoires en six volumes et quelques autres écrits.
Le fils d'Erlander, Sven Erlander, a publié les journaux intimes de son père pour la période 1945-1969. Ces journaux n'étaient pas destinés à être publiés lorsqu'ils ont été rédigés et Erlander y a consigné ses pensées les plus intimes : constamment préoccupé par sa santé et ses problèmes de sommeil, doutant de son aptitude à devenir Premier ministre et critiquant son entourage.
Erlander a été surnommé « le plus grand Premier ministre de Suède », en référence à sa taille (192 centimètres) et à la durée de son mandat. 